# 帕亚尔
帕亚尔是巴西圣卡塔琳娜州的一个市镇。总面积85.761平方公里，总人口1821人，人口密度21.2人/平方公里。